# کارلین ایتونگا
کارلین ایتونگا (انگلیسی: Carlin Itonga؛ زادهٔ ۱۱ دسامبر ۱۹۸۲) بازیکن فوتبال اهل بریتانیا است.
از باشگاه‌هایی که در آن بازی کرده‌است می‌توان به باشگاه فوتبال آرسنال، باشگاه فوتبال شفیلد ونزدی، و باشگاه فوتبال انفیلد ۱۸۹۳ اشاره کرد.